# Julia Ryczer

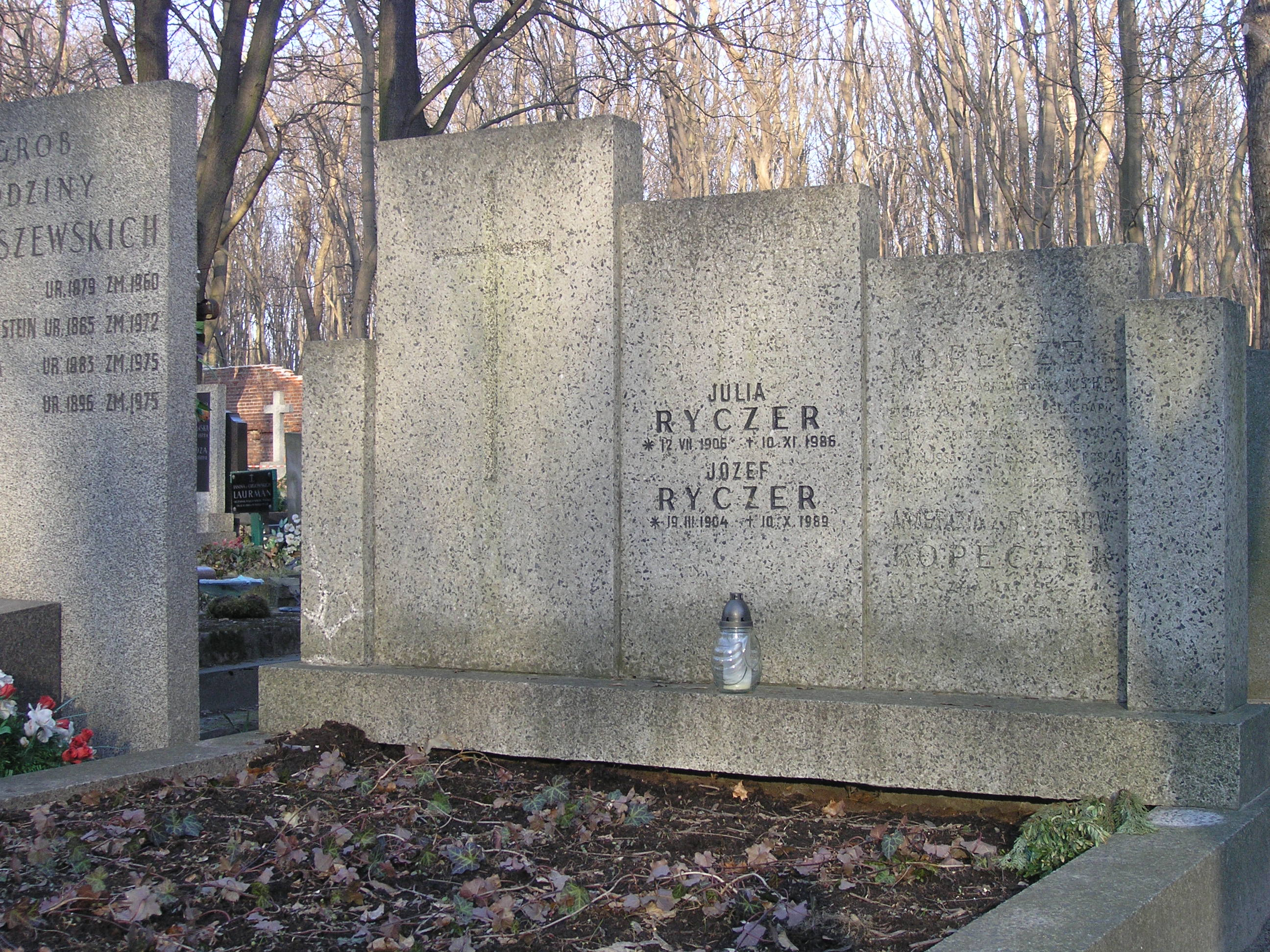
Grób Julii Ryczer na Starych Powązkach w Warszawie (stan na marzec 2012)

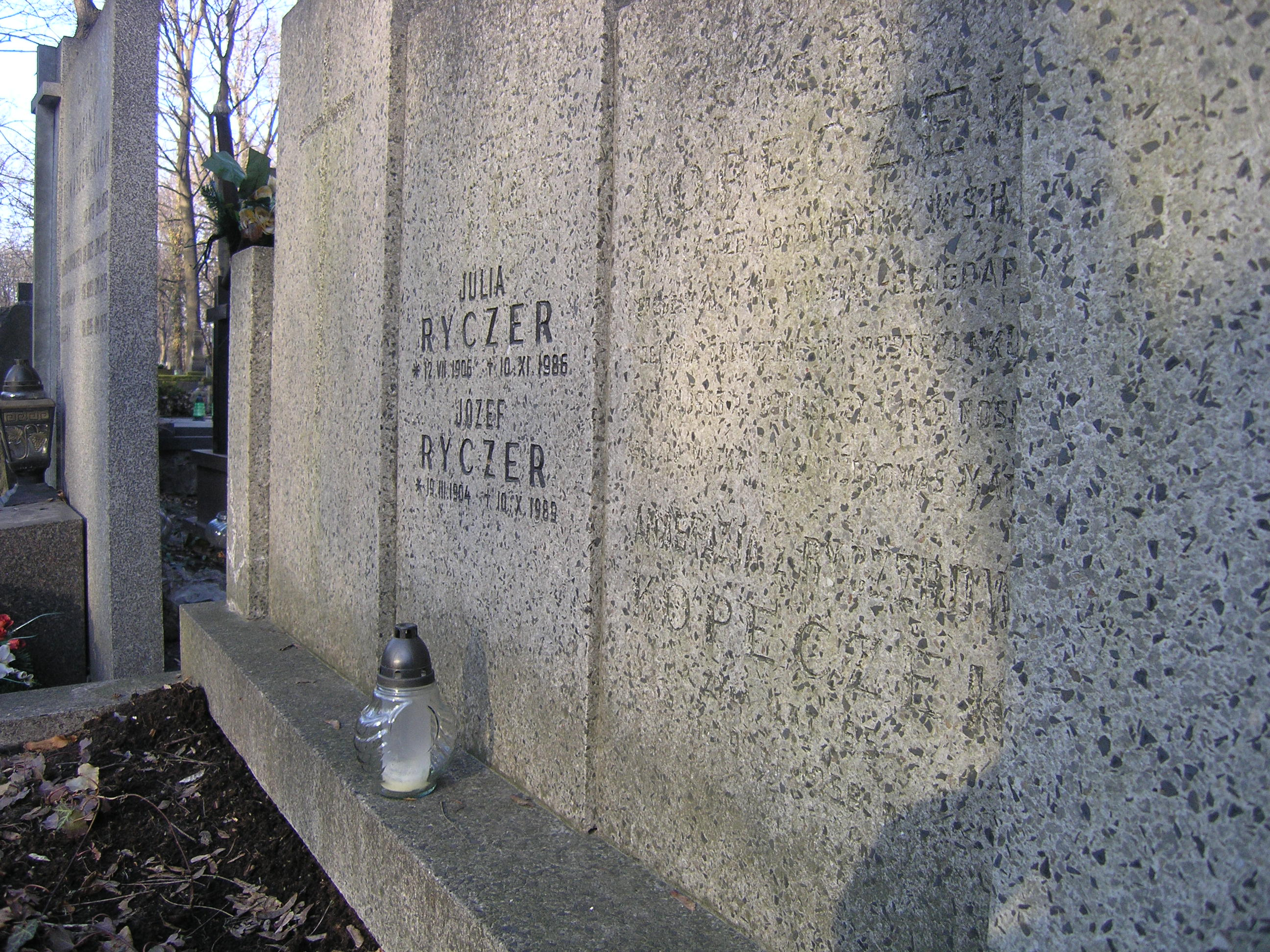
Grób Julii Ryczer na Starych Powązkach w Warszawie (stan na marzec 2012)

Julia Ryczer z domu Koźniewska (ur. 12 lipca 1906, zm. 10 listopada 1986) – autorka kultowej piosenki z okresu okupacji niemieckiej „Posłuchajcie ludzie”. 
Pochodziła z rodziny o tradycjach patriotycznych, jej dziadek był lekarzem w Legionach Polskich. Absolwentka Wyższej Szkoły Handlowej. W okresie międzywojennym udzielała się w chórze kościelnym, mieszkała w Podkowie Leśnej.
W pierwszych dniach wojny obronnej 1939 uciekła wraz z rodziną z Podkowy Leśnej, obawiając się nadciągających wojsk niemieckich, do Warszawy, gdzie podczas nalotu zginęła jej córka Anna Maria. Julia Ryczer wraz z mężem poszukiwali córki przez trzy dni. Efektem tragedii była napisana przez Julię piosenka „Posłuchajcie ludzie”, którą przekazała śpiewającym na ulicach chłopcom. Za swoją piosenkę była poszukiwana przez Niemców. 
Po wojnie nie ujawniła się jako autorka piosenki, przez co tekst uchodził za anonimowy. Według relacji córki Heleny Dzieduszyckiej jej matka Julia Ryczer miała wykonać swoją piosenkę również na kilka godzin przed śmiercią w sali szpitalnej dla innych chorych. 
„Posłuchajcie ludzie” jest jedną z najbardziej znanych i obecnych w kulturze polskiej piosenek, wykonywali ją między innymi słynny bard piosenki ulicznej Stanisław Grzesiuk oraz zespół Dzieci z Brodą. Piosenka pojawiła się także w filmie Leonarda Buczkowskiego, „Zakazane piosenki”.
Pochowana na cmentarzu Powązkowskim (kwatera 317-6-8/9).